# Фужине (Љубљана)
Фужине су густо насељени део љубљанске општине Мосте-Поље. Насеље је изграђено између осамдесетих и деведесетих година XX века, као резултат прилива радне снаге из јужних република бивше Југославије. 
Насеље је типично за време социајлизма и има вишеспратне зграде слично Блоковима Новог Београда. Популација Фужина је око 16 хиљада житеља. Фужине имају 2 Основе школе (Мартин Крпан, прије Друге групе одреда), Средњу школу за угоститељство и туризам, библиотеку Јожета Мазовца, банку, ПТТ и свој поштански број (1120 Љубљана), здравствени дом, више велемаркета и других трговина па чак и малу хидроелектрану поред Љубљанице. По Фужинама добио је име и Фужински град, који се налази у насељу.
Пошто се насеље налази на источним падинама Љубљане, Фужине имају лепу полазну тачку за рекреацију о оближњим шумама (Головец, Урх, Орле). Такође су добро путном мрежом повезане са ауто-путним обручем око Љубљане, уз којег се и налазе.
Фужине имају велики проценат популације Срба, Хрвата и муслимана, већина је стигла за време Југославије. 